# Pardeeville
Pardeeville é uma vila localizada no estado norte-americano de Wisconsin, no Condado de Columbia.

## Demografia
Segundo o censo norte-americano de 2000, a sua população era de 1982 habitantes.
Em 2006, foi estimada uma população de 2086, um aumento de 104 (5.2%).

## Geografia
De acordo com o United States Census Bureau tem uma área de
5,9 km², dos quais 5,2 km² cobertos por terra e 0,7 km² cobertos por água. Pardeeville localiza-se a aproximadamente 267 m acima do nível do mar.

## Localidades na vizinhança
O diagrama seguinte representa as localidades num raio de 20 km ao redor de Pardeeville.